# 2012年のメジャーリーグベースボール
メジャーリーグベースボール（MLB）における2012年の出来事を記す。レギュラーシーズン開幕は2012年3月28日に始まり、10月28日に閉幕した。2012年のワールドシリーズはサンフランシスコ・ジャイアンツがデトロイト・タイガースを4対0で破り、制した。
2011年のメジャーリーグベースボール - 2012年のメジャーリーグベースボール - 2013年のメジャーリーグベースボール

## できごと

### 1月
- 5日
  - ニューヨーク・ヤンキースは、NPBの埼玉西武ライオンズからポスティングシステムでMLB移籍を目指していた中島裕之との入団交渉が合意に至らなかった事を発表[1]
- 9日
  - 2012年のアメリカ野球殿堂入り表彰者が発表され、元シンシナティ・レッズのバリー・ラーキンが選出された[2]
- 11日
  - シアトル・マリナーズは福岡ソフトバンクホークスからFA宣言した川﨑宗則とマイナー契約した事を発表[3]
- 12日
  - メジャーリーグはコミッショナーのバド・セリグの任期を2年延長して2014年までとする事を決定[4]
- 13日
  - ロサンゼルス・ドジャースからFAの黒田博樹が、ニューヨーク・ヤンキースと1年契約で合意した[5]
  - 元西武の土肥義弘がボルチモア・オリオールズ傘下の3Aノーフォーク・タイズと契約合意[6]
- 17日
  - ポスティングシステムでMLB移籍を目指していた前東京ヤクルトスワローズの青木宣親がミルウォーキー・ブルワーズと2年契約で合意し入団。背番号は7。
- 19日
  - クリーブランド・インディアンスのファウスト・カーモナが、ビザ偽装により帰国先のドミニカ共和国で逮捕された。インディアンスは1月26日にカーモナを資格停止リストに入れたことを発表した。
- 23日
  - シアトル・マリナーズのマイケル・ピネダがマイナー在籍の投手と共にニューヨーク・ヤンキースへ移籍。ヘクター・ノエシ、ヘスス・モンテロとの2対2の交換トレードによる。
- 24日
  - ニューヨーク・ヤンキースで正捕手として17年間プレーしたホルヘ・ポサダが現役引退。
- 26日
  - ニューヨーク・ヤンキースが黒田博樹を1年契約で獲得した事を発表。

### 2月
- 14日
  - シカゴ・ホワイトソックスが、クリーブランド・インディアンスからFAとなっていた福留孝介を獲得した事を発表。1年契約で、推定年俸100万ドルプラス出来高50万ドル
- 17日
  - 岡島秀樹が、2011年12月にマイナー契約が合意していたニューヨーク・ヤンキースから契約を解除された事がわかった。岡島は20日からの春季キャンプに招待選手で参加予定だった[7]。
  - ニューヨーク・ヤンキースのA.J.バーネットと、ピッツバーグ・パイレーツのマイナー所属選手2名との交換トレードが成立[8]。
  - ボストン・レッドソックスのティム・ウェイクフィールドが現役引退を表明。ウェイクフィールドは前年9月に通算200勝を挙げ、生涯成績は200勝180敗、防御率4.41[9]。
- 19日
  - マイク・キャメロンが現役引退を表明。MLB公式サイトが伝えた。キャメロンは1995年より8球団にわたりプレーし、2012年はナショナルズとマイナー契約を結んでいた
- 20日
  - ニューヨーク・ヤンキースが、フィラデルフィア・フィリーズからFAになっていたラウル・イバニェスと契約合意。ESPN等が報道。

### 4月
- 18日
  - テキサス・レンジャーズ等に在籍、ゴールドグラブ賞に13回輝いたイバン・ロドリゲス捕手が現役引退を表明。
- 30日
  - 元オークランド・アスレチックスの松井秀喜がタンパベイ・レイズとマイナー契約[10]

### 5月
- 3日
  - テキサス・レンジャーズのダルビッシュ有が月間最優秀新人に選出された。日本人史上5人目。
- 6日
  - ボストン・レッドソックス対ボルチモア・オリオールズ戦で、延長戦に発展した結果、双方がリリーフを使い果たし、野手が投手として緊急登板するという、メジャーリーグ初の珍事が起きる[11]。試合は17回・9-6でオリオールズの勝ち。
- 23日
  - メジャーリーグ選手会が東日本大震災復興支援のため310,000ドル（日本円：約2,450万円）を寄付したことを発表[12]。
- 29日
  - ニューヨーク・ヤンキースが、トロント・ブルージェイズを戦力外になった五十嵐亮太を獲得したことが明らかになった
- 30日
  - コロラド・ロッキーズが、MLB最年長勝利記録（49歳）を持つジェイミー・モイヤーに対し戦力外通告。本人は現役続行希望[13]。

### 6月
- 18日
  - 禁止薬物使用問題で虚偽の証言をしたとして偽証罪などで起訴されていた元ニューヨーク・ヤンキースロジャー・クレメンスに対し、ワシントンのアメリカ連邦地方裁判所が陪審で無罪の評決を下した
- 22日
  - シカゴ・ホワイトソックスが福留孝介に対し戦力外通告（28日に自由契約[14]）。

### 7月
- 5日
  - 米大リーグオールスターの追加ファン投票で、テキサス・レンジャーズのダルビッシュ有が選出された[15]。
- 10日
  - オールスターゲーム（カウフマン・スタジアム）が開催され、ナ・リーグ選抜が8対0で勝利しオールスター3連勝。なお、注目されたダルビッシュ有（テキサス・レンジャーズ：ア・リーグ選抜）の登板はなかった[16]。
- 13日
  - ニューヨーク・ヤンキースが、シカゴ・ホワイトソックスを自由契約となっていた福留孝介外野手とマイナー契約を結んだ事を発表[17]。
- 23日
  - シアトル・マリナーズのイチローがニューヨーク・ヤンキースにトレード移籍[18]。その日のうちに8番ライトでマリナーズ戦に先発出場した[19]。
- 25日
  - タンパベイ・レイズは松井秀喜に対し戦力外通告[18]

### 8月
- 15日
  - サンフランシスコ・ジャイアンツのメルキー・カブレラがドーピング検査で禁止薬物である筋肉増強剤テストステロンに陽性反応を示したため、MLBがカブレラに対し50試合出場停止の処分と発表[20][21]。
- 24日
  - ロサンゼルス・エンゼルス・オブ・アナハイムの高橋尚成がパイレーツに移籍[22]。

### 9月
- 3日
  - ニューヨーク・ヤンキースとマイナー契約していた福留孝介について、傘下のマイナーリーグAのスクラントンが自由契約した事を発表[23]
- 29日
  - ミネソタ・ツインズが、西岡剛を自由契約にした事を発表[24]。

### 10月
- 3日
  - デトロイト・タイガースのミゲル・カブレラが打撃部門三冠王に輝いた。カール・ヤストレムスキー以来、45年ぶり[25]。
- 4日
  - ボストン・レッドソックスは監督のボビー・バレンタインを解任[26]。
- 18日
  - アメリカンリーグチャンピオンシップシリーズデトロイト・タイガース（中地区優勝）対ニューヨーク・ヤンキース（東地区優勝）第4戦（コメリカ・パーク）は8対1でタイガースが勝利し、4勝0敗で6年ぶり11回目のリーグ優勝を決めた[27]。なお、最優秀選手(MVP)にはデルモン・ヤングが選ばれた[28]。
- 21日
  - ボストン・レッドソックスが、トロント・ブルージェイズの監督のジョン・ファレルが新監督に就任する旨を発表。契約は2015年まで3年[29]。
- 22日
  - ナショナルリーグチャンピオンシップシリーズのサンフランシスコ・ジャイアンツ（西地区優勝）対セントルイス・カージナルス（ワイルドカード）第6戦（ブッシュ・スタジアム）は9対0でジャイアンツが勝利し[30]、4勝3敗で2年ぶり22回目のリーグ優勝（ワールドシリーズ出場は19回目）。
- 24日
  - シアトル・マリナーズが川﨑宗則との契約を解除[31]。
  - アリゾナ・ダイヤモンドバックスは斎藤隆を自由契約とした[32]。
- 28日
  - ワールドシリーズ、デトロイト・タイガース対サンフランシスコジャイアンツ戦の第4戦（コメリカ・パーク）は延長10回、ジャイアンツがタイガースを4対3で勝利し、4勝0敗でジャイアンツが2年ぶり7度目のワールドシリーズ優勝を決めた[33][34]。

### 11月
- 8日
  - 2012年のシルバースラッガー賞が発表され、デレク・ジーター（ニューヨーク・ヤンキース（ア・リーグ）遊撃手）らが選出された[35]。
- 13日
  - 2012年の最優秀新人が発表され、ア・リーグはエンゼルスのマイク・トラウト、ナ・リーグはナショナルズのブライス・ハーパーがそれぞれ選ばれた[36]。また同日、最優秀監督も発表され、ア・リーグはアスレチックスのボブ・メルビン、ナ・リーグはナショナルズのデーブ・ジョンソンがそれぞれ選ばれた[37]。
- 14日
  - サイ・ヤング賞は、ア・リーグはレイズのデビッド・プライス、ナ・リーグはメッツのR・A・ディッキーがそれぞれ選出された[38]。
- 15日
  - 2012年のMVPが発表され、ア・リーグはタイガースのミゲル・カブレラ、ナ・リーグはジャイアンツバスター・ポージーがそれぞれ選出された[39]。
- 30日
  - DeNAを戦力外となった小林公太がこの日、クリーブランド・インディアンスとマイナー契約[40]。

### 12月
- 6日
  - 上原浩治がボストン・レッドソックスと契約合意した事を発表。1年契約で425万ドルプラス出来高払い[41]。
- 7日
  - NPBの阪神から海外FA権を行使した藤川球児がシカゴ・カブスに入団。2年契約で、契約金を含めて950万ドル[41]。
- 9日
  - KBO・ハンファからポスティングシステム（入札制度）でMLB移籍を目指した柳賢振がドジャースと6年契約を結び入団[42]。
- 10日
  - ロサンゼルス・エンゼルスからFAとなったザック・グレインキーがドジャースと6年契約し移籍[43]。
- 17日
  - トロント・ブルージェイズが、メッツのR・A・ディッキーら3名をトレードで獲得[44]。
- 18日
  - NPBの西武から海外FA権を行使した中島裕之がアスレチックス入団[45]。2年契約で、背番号は西武時代同様3[46]。
  - テキサス・レンジャーズをFAとなった上原浩治がレッドソックスへ移籍。背番号は19[47]。

### その他のできごと
- この年からワイルドカードゲーム制度導入[48]。これに伴い、プレーオフ勝利チームはディビジョンシリーズにおいて同一地区か否かに関わらず第一シードのチームと対戦ものとする、若干のルール変更も行われた。
- この年からFLAがマイアミに本拠地を移転し、MIAに改称。新本拠地マーリンズ・パークが完成し、4月4日にはSTLを迎えての初の公式戦が行われた。
- 3月27日、LADオーナーのフランク・マッコートとマジック・ジョンソンらの投資家グループとの間での球団売却交渉が売却額20億ドルで合意されたことが球団から発表された[49]。球団は前年に連邦倒産法第11章の適用を申請していたが、4月13日に破産裁判所によって売却が承認され、5月1日には全ての手続きが終了した[50]。
- 2009年から続いていた、SD前オーナー、ジョン・ムーアズから現CEO、ジェフ・ムーラッドへの球団経営権委譲プロセスが、MLBオーナー会議においてムーラッドのオーナー就任の承認が得られなかったことなどから頓挫し、3月22日にムーラッドがCEOを辞任[51]。ムーアズが暫定的にオーナーに復帰し、改めて球団売却先を求めていたが、8月6日、LADの元オーナー、ピーター・オマリーらの投資家グループへの8億ドルでの売却が合意に至った[52]。8月16日に所有権委譲がMLB機構に承認された。

### 主な打者の記録
- 4月6日、アダム・ダン（CWS）がTEXとの開幕戦で、自身通算8本目の開幕戦本塁打を放ち、フランク・ロビンソンとケン・グリフィー・ジュニアの持つMLB開幕本塁打記録に並んだ[53]。
- 4月13日、アレックス・ロドリゲス（NYY）がLAA戦で歴代6位のケン・グリフィー・ジュニアに並ぶ通算630本目の本塁打を放った[54]。4月20日のBOS戦には歴代単独6位となる通算631本目の本塁打を放った[55]。
- 4月21日、トッド・ヘルトン（COL）がMIL戦で史上85人目となる通算350本塁打を達成した。
- 4月25日、ポール・コネルコ（CWS）がOAK戦で史上48人目となる通算400本塁打を達成した[56]。
- 5月8日、ジョシュ・ハミルトン（TEX）がBAL戦で史上16人目となる1試合4本塁打を記録した[57][58]。
- 5月14日、プラシド・ポランコ（PHI）がHOU戦で史上269人目となる通算2000本安打を達成[59]。
- 5月16日、ジェイミー・モイヤー（COL）がARI戦で打点を挙げ、MLB史上最高齢での打点記録者となった（49歳180日）[60]。
- 5月24日、アルバート・プホルス（LAA）がSEA戦で史上35人目となる通算450本塁打を達成[61]。
- 6月12日、アレックス・ロドリゲス（NYY）がATL戦でルー・ゲーリッグの持つMLB記録に並ぶ通算23本目の満塁本塁打を放った[62]。
- 6月15日、カルロス・ベルトラン（STL）がKC戦で通算300盗塁を達成したことで、史上8人目、スイッチヒッターとしては史上初の300-300を達成[63]。
- 6月19日、イチロー（SEA）がARI戦で史上95人目の通算2500本安打を達成[64]。
- 6月23日、ジム・トーミ（PHI）がTB戦でMLB新記録となる通算13本目のサヨナラ本塁打を達成[65]。
- 6月29日、アーロン・ヒル（ARI）がMIL戦において、同月18日SEA戦に続いて2度目のサイクル安打達成[66]。シーズン2度の達成は1883年のジョン・ライリー（英語版）以来史上4人目、同月内に2度の達成は1931年のベーブ・ハーマン以来史上2人目であった。
- 7月4日、デビッド・オルティーズ（BOS）がOAK戦で史上49人目となる通算400本塁打を達成[67]。
- 8月18日、アダム・ダン（CWS）がTOR戦で史上50人目の通算400本塁打を達成[68]。
- 9月26日、ブライス・ハーパー（WSH）がPHI戦でシーズン20本塁打を達成、1964年のトニー・コニグリアロ以来史上2人目の10代での20本塁打達成者となった[69]。
- 9月30日、マイク・トラウト（LAA）がTEX戦でシーズン30本塁打を達成したことで、史上最年少での30-30達成となった[70]。
- ミゲル・カブレラ（DET）が1967年のカール・ヤストレムスキー以来、史上17度目となるシーズン打撃三冠王を達成した[71]。

### 主な投手の記録
- 4月17日、ジェイミー・モイヤー（COL）がSD戦に先発、7回2失点で勝利投手（49歳151日）となり、ジャック・クイン（英語版）の保持していたMLB最高齢勝利投手記録（49歳70日、1932年）を更新した[72]。モイヤーは5月16日のARI戦でも勝利投手となり、記録を49歳180日に更新した。
- 4月21日、フィリップ・ハンバー（CWS）がSEA戦（セーフコ・フィールド）で史上21度目の完全試合[73][74][75]。
- 5月2日、ジェレッド・ウィーバー（LAA）がMIN戦で史上274度目のノーヒッターを達成[76]。
- 5月3日、ロサンゼルス・エンゼルスのジェレッド・ウィーバーが、ミネソタ・ツインズ戦でノーヒットノーラン。
- 5月27日、テキサス・レンジャーズのダルビッシュ有がトロント・ブルージェイズ戦で日米通算100勝[77]。
- 6月1日、ヨハン・サンタナ（NYM）がSTL戦で史上275度目、球団史上初のノーヒッターを達成[78]。
- 6月8日、LAD-SEA戦において、SEAのケビン・ミルウッド、チャーリー・ファーブッシュ、スティーブン・プライヤー、ルーカス・リットキー、ブランドン・リーグ、トム・ウィルヘルムセンが継投によるノーヒッターを達成[79]。要した投手の数6人は史上最多タイ。
- 6月13日、ニューヨーク・ヤンキースの黒田博樹がアトランタ・ブレーブス戦で日米通算150勝。
- 6月13日、マット・ケイン（SF）がHOU戦で史上22度目、球団史上初の完全試合を達成[80][81]。
- 8月13日、スティーブ・デラバー（TOR）がCWS戦の延長10回において、史上初となる延長回での1イニング4奪三振を記録[82]。
- 8月15日、フェリックス・ヘルナンデス（SEA）がTB戦（セーフコ・フィールド）で史上23人目球団史上初の完全試合を達成[83][84][21]。
- 9月25日、SEA-LAA戦において、LAAから登板したザック・グレインキー、ギャレット・リチャーズ、スコット・ダウンズ、ケビン・ジェプセン、エルネスト・フリエリの5投手が合わせて9イニングで20奪三振を記録した。9回試合終了での20奪三振は、1986年及び1996年のロジャー・クレメンス、1998年のケリー・ウッドに続いて史上4度目であり、複数投手での達成は史上初[85]。
- 9月27日、ダグ・フィスター（DET）がKC戦でア・リーグ新記録となる9者連続奪三振を達成[86]。
- 9月28日、ホーマー・ベイリー（CIN）がPIT戦で史上279度目のノーヒッターを達成[87][88]。
- 9月30日、クリス・メドレン（ATL）がNYM戦に先発、勝利したことで、ATLはメドレンが先発した試合において23連勝を達成し、ホワイティー・フォード及びカール・ハッベルの保持していた同一投手先発試合での連勝記録、22試合を更新した[89]。
- フェルナンド・ロドニー（TB）が防御率0.60でシーズン終了し、デニス・エカーズリーが1990年に記録したリリーフ投手のシーズン防御率記録（50投球回以上）の0.61を更新した[90]。
- シーズン7試合でのノーヒッターの達成は1990年、1991年に並んで史上最多タイ。

### その他の記録
- 4月5日、TOR-CLEの開幕戦が延長16回で終了し、開幕戦での史上最長イニング試合となった[91]。
- 4月20日、CINがCHCに勝利し、史上6球団目の球団史上10,000勝を達成[92]。
- 5月6日、BAL-BOS戦において、クリス・デービス（BAL）が延長16回裏に投手として登板、17回裏と合わせて2回無失点に抑え勝利投手となった一方、17回表にもダーネル・マクドナルド（BOS）が投手として登板、1回3失点で敗戦投手となった。両チームの野手登録選手がリリーフとして登板したのは1925年にジョージ・シスラー（SLB）とタイ・カッブ（DET）の登板以来のことであった。また、登板した両野手に勝敗がついたのは1902年のサム・メルテス（英語版）（CWS）とジェシー・バーケット（SLB）の登板以来であった[93]。
- 9月30日、PITがCINに敗れシーズン負け越しが決定、PITは20シーズン連続負け越しとなり、MLBの連続負け越しシーズン記録を更新した[94]。
- OAKは新人投手により合わせて53勝を挙げ、新人投手による勝利数記録を更新した[95]。
- 1995年にディビジョンシリーズが導入されて以来初めて、4つのディビジョンシリーズ全てが最終第5戦まで行われた[96]。

## 監督人事

### シーズン開幕までの変更
| チーム | 新任監督             | 前任監督                     | 前職                                              |
| ------ | -------------------- | ---------------------------- | ------------------------------------------------- |
| BOS    | ボビー・バレンタイン | テリー・フランコーナ         | ESPN解説者、2009年までNPB千葉ロッテマリーンズ監督 |
| CHC    | デール・スウェイム   | マイク・クワーディ           | 前年までMIL打撃コーチ                             |
| CWS    | ロビン・ベンチュラ   | ドン・クーパー（代行）       | 2004年現役引退後、指導経験なし                    |
| MIA    | オジー・ギーエン     | ジャック・マキーオン（代行） | 前年途中までCWS監督                               |
| STL    | マイク・マシーニー   | トニー・ラルーサ             | 2006年現役引退後、指導経験なし                    |

### シーズン中の変更
| 日付 | チーム | 新任監督                               | 前任監督         | 前職                                              |
| ---- | ------ | -------------------------------------- | ---------------- | ------------------------------------------------- |
| 8/18 | HOU    | トニー・デフランセスコ（代行）         | ブラッド・ミルズ | オクラホマシティ・レッドホークス（HOU傘下3A）監督 |
| 9/27 | CLE    | サンディー・アロマー・ジュニア（代行） | マニー・アクタ   | CLEベンチコーチ                                   |

## 試合結果

### レギュラーシーズン
| 順     | チーム                         | 勝利   | 敗戦   | 勝率   | G差    |
| 東地区 | 東地区                         | 東地区 | 東地区 | 東地区 | 東地区 |
| ------ | ------------------------------ | ------ | ------ | ------ | ------ |
| 1      | ニューヨーク・ヤンキース       | 95     | 67     | .586   | –      |
| 2      | ボルチモア・オリオールズ       | 93     | 69     | .574   | 2      |
| 3      | タンパベイ・レイズ             | 90     | 72     | .556   | 5      |
| 4      | トロント・ブルージェイズ       | 73     | 89     | .451   | 22     |
| 5      | ボストン・レッドソックス       | 69     | 93     | .426   | 26     |
| 中地区 |                                |        |        |        |        |
| 1      | デトロイト・タイガース         | 88     | 74     | .543   | –      |
| 2      | シカゴ・ホワイトソックス       | 85     | 77     | .525   | 3      |
| 3      | カンザスシティ・ロイヤルズ     | 72     | 90     | .444   | 16     |
| 4      | クリーブランド・インディアンス | 68     | 94     | .420   | 20     |
| 5      | ミネソタ・ツインズ             | 66     | 96     | .407   | 22     |
|        |                                |        |        |        |        |
| 西地区 |                                |        |        |        |        |
| 1      | オークランド・アスレチックス   | 94     | 68     | .580   | –      |
| 2      | テキサス・レンジャース         | 93     | 69     | .574   | 1      |
| 3      | ロサンゼルス・エンゼルス       | 89     | 73     | .549   | 5      |
| 4      | シアトル・マリナーズ           | 75     | 87     | .463   | 19     |
|        |                                |        |        |        |        |

| 順     | チーム                         | 勝利   | 敗戦   | 勝率   | G差    |
| 東地区 | 東地区                         | 東地区 | 東地区 | 東地区 | 東地区 |
| ------ | ------------------------------ | ------ | ------ | ------ | ------ |
| 1      | ワシントン・ナショナルズ       | 98     | 64     | .605   | –      |
| 2      | アトランタ・ブレーブス         | 94     | 68     | .580   | 4      |
| 3      | フィラデルフィア・フィリーズ   | 81     | 81     | .500   | 17     |
| 4      | ニューヨーク・メッツ           | 74     | 68     | .457   | 24     |
| 5      | マイアミ・マーリンズ           | 69     | 93     | .426   | 29     |
| 中地区 |                                |        |        |        |        |
| 1      | シンシナティ・レッズ           | 97     | 65     | .599   | –      |
| 2      | セントルイス・カージナルス     | 88     | 74     | .543   | 9      |
| 3      | ミルウォーキー・ブルワーズ     | 83     | 79     | .512   | 14     |
| 4      | ピッツバーグ・パイレーツ       | 79     | 83     | .488   | 18     |
| 5      | シカゴ・カブス                 | 61     | 101    | .377   | 36     |
| 6      | ヒューストン・アストロズ       | 55     | 107    | .340   | 42     |
| 西地区 |                                |        |        |        |        |
| 1      | サンフランシスコ・ジャイアンツ | 94     | 68     | .580   | –      |
| 2      | ロサンゼルス・ドジャース       | 86     | 76     | .531   | 8      |
| 3      | アリゾナ・ダイヤモンドバックス | 81     | 81     | .500   | 13     |
| 4      | サンディエゴ・パドレス         | 76     | 86     | .469   | 18     |
| 5      | コロラド・ロッキーズ           | 64     | 98     | .395   | 30     |

- ワイルドカードはボルチモア・オリオールズとテキサス・レンジャーズとアトランタ・ブレーブスとセントルイス・カージナルスが獲得

### オールスターゲーム
- 右側がホームチーム
- ナショナルリーグ 8 - 0 アメリカンリーグ

MVP：メルキー・カブレラ

### ポストシーズン
| |      |                |                |                |                |                |                |      |              |              |              |              |              |              |              |              |                  |                  |                  |                  |                  |                  |                  |  |  |  |  |  |  |  |  |  |  |  |
| |      |                |                |                |                |                |                |      |              | 3            | タイガース   | タイガース   | タイガース   | タイガース   | タイガース   | タイガース   |                  |                  |                  |                  |                  |                  |                  |  |  |  |  |  |  |  |  |  |  |  |
| |      |                | 2              | 3              | 2              | 2              | 3              |      |              |              |              |              |              |              |              |              |                  |                  |                  |                  |                  |                  |                  |  |  |  |  |  |  |  |  |  |  |  |
| |      |                | 7              | 2              | 3              | 1              | 1              |      |              |              |              |              |              |              |              |              |                  |                  |                  |                  |                  |                  |                  |  |  |  |  |  |  |  |  |  |  |  |
| | 2    | アスレチックス | アスレチックス | アスレチックス | アスレチックス | アスレチックス | アスレチックス | 3    | タイガース   | タイガース   | タイガース   | タイガース   | タイガース   | タイガース   |              |              |                  |                  |                  |                  |                  |                  |                  |  |  |  |  |  |  |  |  |  |  |  |
| |      |                |                |                |                |                |                |      |              |              |              |              |              |              | 6            | 3            | 2                | 8                |                  |                  |                  |                  |                  |  |  |  |  |  |  |  |  |  |  |  |
| |      | 4              | 0              | 1              | 1              |                |                |      |              |              |              |              |              |              |              |              |                  |                  |                  |                  |                  |                  |                  |  |  |  |  |  |  |  |  |  |  |  |
| | 5    | オリオールズ   | オリオールズ   | オリオールズ   | オリオールズ   | オリオールズ   | 5              |      |              | 5            | オリオールズ | オリオールズ | オリオールズ | オリオールズ | オリオールズ | オリオールズ | 1                | ヤンキース       | ヤンキース       | ヤンキース       | ヤンキース       | ヤンキース       | ヤンキース       |  |  |  |  |  |  |  |  |  |  |  |
| | 4    | レンジャーズ   | レンジャーズ   | レンジャーズ   | レンジャーズ   | レンジャーズ   | 1              |      |              | 2            | 3            | 2            | 2            | 1            |              |              | ALCS             | ALCS             | ALCS             | ALCS             | ALCS             | ALCS             | ALCS             |  |  |  |  |  |  |  |  |  |  |  |
| | ALWC | ALWC           | ALWC           | ALWC           | ALWC           | ALWC           | ALWC           |      |              | 7            | 2            | 3            | 1            | 3            |              |              | ALCS             | ALCS             | ALCS             | ALCS             | ALCS             | ALCS             | ALCS             |  |  |  |  |  |  |  |  |  |  |  |
| | ALWC | ALWC           | ALWC           | ALWC           | ALWC           | ALWC           | ALWC           | 1    | ヤンキース   | ヤンキース   | ヤンキース   | ヤンキース   | ヤンキース   | ヤンキース   |              |              |                  |                  |                  |                  |                  |                  |                  |  |  |  |  |  |  |  |  |  |  |  |
| |      |                |                |                |                |                |                | ALDS | ALDS         | ALDS         | ALDS         | ALDS         | ALDS         | ALDS         | A3           | タイガース   | タイガース       | タイガース       | タイガース       | タイガース       | タイガース       |                  |                  |  |  |  |  |  |  |  |  |  |  |  |
| | 3    | 0              | 0              | 3              |                |                |                | ALDS | ALDS         | ALDS         | ALDS         | ALDS         | ALDS         | ALDS         |              |              |                  |                  |                  |                  |                  |                  |                  |  |  |  |  |  |  |  |  |  |  |  |
| |      |                |                |                |                |                |                |      | 8            | 2            | 2            | 4            |              |              |              |              |                  |                  |                  |                  |                  |                  |                  |  |  |  |  |  |  |  |  |  |  |  |
| | N3   | ジャイアンツ   | ジャイアンツ   | ジャイアンツ   | ジャイアンツ   | ジャイアンツ   | ジャイアンツ   |      |              |              |              |              |              |              |              |              |                  |                  |                  |                  |                  |                  |                  |  |  |  |  |  |  |  |  |  |  |  |
| |      |                |                |                |                |                |                |      |              | 3            | ジャイアンツ | ジャイアンツ | ジャイアンツ | ジャイアンツ | ジャイアンツ | ジャイアンツ | ワールドシリーズ | ワールドシリーズ | ワールドシリーズ | ワールドシリーズ | ワールドシリーズ | ワールドシリーズ | ワールドシリーズ |  |  |  |  |  |  |  |  |  |  |  |
| |      |                | 2              | 0              | 2              | 8              | 6              |      |              |              |              |              |              |              |              |              | ワールドシリーズ | ワールドシリーズ | ワールドシリーズ | ワールドシリーズ | ワールドシリーズ | ワールドシリーズ | ワールドシリーズ |  |  |  |  |  |  |  |  |  |  |  |
| |      |                | 5              | 9              | 1              | 3              | 4              |      |              |              |              |              |              |              |              |              |                  |                  |                  |                  |                  |                  |                  |  |  |  |  |  |  |  |  |  |  |  |
| | 2    | レッズ         | レッズ         | レッズ         | レッズ         | レッズ         | レッズ         | 5    | カージナルス | カージナルス | カージナルス | カージナルス | カージナルス | カージナルス |              |              |                  |                  |                  |                  |                  |                  |                  |  |  |  |  |  |  |  |  |  |  |  |
| |      |                |                |                |                |                |                |      |              |              |              |              |              |              | 6            | 1            | 3                | 8                | 0                | 1                | 0                |                  |                  |  |  |  |  |  |  |  |  |  |  |  |
| |      | 4              | 7              | 1              | 3              | 5              | 6              | 9    |              |              |              |              |              |              |              |              |                  |                  |                  |                  |                  |                  |                  |  |  |  |  |  |  |  |  |  |  |  |
| | 5    | カージナルス   | カージナルス   | カージナルス   | カージナルス   | カージナルス   | 6              |      |              | 5            | カージナルス | カージナルス | カージナルス | カージナルス | カージナルス | カージナルス | 3                | ジャイアンツ     | ジャイアンツ     | ジャイアンツ     | ジャイアンツ     | ジャイアンツ     | ジャイアンツ     |  |  |  |  |  |  |  |  |  |  |  |
| | 4    | ブレーブス     | ブレーブス     | ブレーブス     | ブレーブス     | ブレーブス     | 3              |      |              | 2            | 12           | 8            | 1            | 9            |              |              | NLCS             | NLCS             | NLCS             | NLCS             | NLCS             | NLCS             | NLCS             |  |  |  |  |  |  |  |  |  |  |  |
| | NLWC | NLWC           | NLWC           | NLWC           | NLWC           | NLWC           | NLWC           |      |              | 3            | 4            | 0            | 2            | 7            |              |              | NLCS             | NLCS             | NLCS             | NLCS             | NLCS             | NLCS             | NLCS             |  |  |  |  |  |  |  |  |  |  |  |
| | NLWC | NLWC           | NLWC           | NLWC           | NLWC           | NLWC           | NLWC           | 1    | ナショナルズ | ナショナルズ | ナショナルズ | ナショナルズ | ナショナルズ | ナショナルズ |              |              |                  |                  |                  |                  |                  |                  |                  |  |  |  |  |  |  |  |  |  |  |  |
| |      |                |                |                |                |                |                | NLDS |              |              |              |              |              |              |              |              |                  |                  |                  |                  |                  |                  |                  |  |  |  |  |  |  |  |  |  |  |  |
| |      |                |                |                |                |                |                |      |              |              |              |              |              |              |              |              |                  |                  |                  |                  |                  |                  |                  |  |  |  |  |  |  |  |  |  |  |  |
| - 対戦カードはレギュラーシーズンのシード順で決定される - チーム名の左の数字は、レギュラーシーズンの結果に基づいて決定されたシード順 - 各ラウンドの開催地は、ワイルドカードの1試合、5回戦の1・2・5戦、7回戦の1・2・6・7戦がシード上位のホームグラウンドとなる - ワールドシリーズのホームアドバンテージはオールスター戦で勝利したリーグのチームに与えられる |      |                |                |                |                |                |                |      |              |              |              |              |              |              |              |              |                  |                  |                  |                  |                  |                  |                  |  |  |  |  |  |  |  |  |  |  |  |

#### ワイルドカードプレーオフ
| - アメリカンリーグ 10/5 オリオールズ 5 - 1 レンジャーズ（ホームチーム） | - ナショナルリーグ 10/5 カージナルス 6 - 3 ブレーブス（ホームチーム） |

#### ディビジョンシリーズ
| 日付  | ビジター     | スコア | ホーム       |
| ----- | ------------ | ------ | ------------ |
| 10/7  | ヤンキース   | 7 - 2  | オリオールズ |
| 10/8  | ヤンキース   | 2 - 3  | オリオールズ |
| 10/10 | オリオールズ | 2 - 3  | ヤンキース   |
| 10/11 | オリオールズ | 2 - 1  | ヤンキース   |
| 10/12 | オリオールズ | 1 - 3  | ヤンキース   |

| 日付  | ビジター       | スコア | ホーム         |
| ----- | -------------- | ------ | -------------- |
| 10/6  | アスレチックス | 7 - 2  | タイガース     |
| 10/7  | アスレチックス | 2 - 3  | タイガース     |
| 10/9  | タイガース     | 2 - 3  | アスレチックス |
| 10/10 | タイガース     | 2 - 1  | アスレチックス |
| 10/11 | タイガース     | 3 - 1  | アスレチックス |

| 日付  | ビジター     | スコア | ホーム       |
| ----- | ------------ | ------ | ------------ |
| 10/7  | ナショナルズ | 3 - 2  | カージナルス |
| 10/8  | ナショナルズ | 4 - 12 | カージナルス |
| 10/10 | カージナルス | 8 - 0  | ナショナルズ |
| 10/11 | カージナルス | 1 - 2  | ナショナルズ |
| 10/12 | カージナルス | 9 - 7  | ナショナルズ |

| 日付  | ビジター     | スコア | ホーム       |
| ----- | ------------ | ------ | ------------ |
| 10/6  | レッズ       | 5 - 2  | ジャイアンツ |
| 10/7  | レッズ       | 9 - 0  | ジャイアンツ |
| 10/9  | ジャイアンツ | 2 - 1  | レッズ       |
| 10/10 | ジャイアンツ | 8 - 3  | レッズ       |
| 10/11 | ジャイアンツ | 6 - 4  | レッズ'      |

#### リーグチャンピオンシップシリーズ
| 日付  | ビジター   | スコア | ホーム     |
| ----- | ---------- | ------ | ---------- |
| 10/13 | タイガース | 6 - 4  | ヤンキース |
| 10/14 | タイガース | 3 - 0  | ヤンキース |
| 10/16 | ヤンキース | 1 - 2  | タイガース |
| 10/18 | ヤンキース | 1 - 8  | タイガース |

| 日付  | ビジター     | スコア | ホーム       |
| ----- | ------------ | ------ | ------------ |
| 10/14 | カージナルス | 6 - 4  | ジャイアンツ |
| 10/15 | カージナルス | 1 - 7  | ジャイアンツ |
| 10/17 | ジャイアンツ | 1 - 3  | カージナルス |
| 10/18 | ジャイアンツ | 3 - 8  | カージナルス |
| 10/19 | ジャイアンツ | 5 - 0  | カージナルス |
| 10/21 | カージナルス | 1 - 6  | ジャイアンツ |
| 10/22 | カージナルス | 0 - 9  | ジャイアンツ |

#### ワールドシリーズ
| 日付                                                                  | 試合  | ビジター球団（先攻）           | スコア | ホーム球団（後攻）             | 開催球場         |
| --------------------------------------------------------------------- | ----- | ------------------------------ | ------ | ------------------------------ | ---------------- |
| 10月24日                                                              | 第1戦 | デトロイト・タイガース         | 3－8   | サンフランシスコ・ジャイアンツ | AT&Tパーク       |
| 1m月25日                                                              | 第2戦 | デトロイト・タイガース         | 0－2   | サンフランシスコ・ジャイアンツ | AT&Tパーク       |
| 10月27日                                                              | 第3戦 | サンフランシスコ・ジャイアンツ | 2－0   | デトロイト・タイガース         | コメリカ・パーク |
| 10月28日                                                              | 第4戦 | サンフランシスコ・ジャイアンツ | 4－3   | デトロイト・タイガース         | コメリカ・パーク |
| 優勝：サンフランシスコ・ジャイアンツ（7回目） MVP：パブロ・サンドバル |       |                                |        |                                |                  |

## シーズン個人最高成績

### アメリカンリーグ
| 項目   | 選手                   | 記録 |
| ------ | ---------------------- | ---- |
| 打率   | ミゲル・カブレラ (DET) | .330 |
| 本塁打 | ミゲル・カブレラ (DET) | 44   |
| 打点   | ミゲル・カブレラ (DET) | 139  |
| 得点   | マイク・トラウト (LAA) | 129  |
| 安打   | デレク・ジーター (NYY) | 216  |
| 盗塁   | マイク・トラウト (LAA) | 49   |

| 項目   | 選手                                                 | 記録  |
| ------ | ---------------------------------------------------- | ----- |
| 勝利   | デビッド・プライス (TB) ジェレッド・ウィーバー (LAA) | 20    |
| 敗戦   | ウバルド・ヒメネス (CLE)                             | 17    |
| 防御率 | デビッド・プライス (TB)                              | 2.56  |
| 奪三振 | ジャスティン・バーランダー (DET)                     | 239   |
| 投球回 | ジャスティン・バーランダー (DET)                     | 238.1 |
| セーブ | ジム・ジョンソン (BAL)                               | 51    |

### ナショナルリーグ
| 項目   | 選手                              | 記録 |
| ------ | --------------------------------- | ---- |
| 打率   | バスター・ポージー (SF)           | .336 |
| 本塁打 | ライアン・ブラウン (MIL)          | 41   |
| 打点   | チェイス・ヘッドリー (SD)         | 115  |
| 得点   | ライアン・ブラウン（MIL）         | 108  |
| 安打   | アンドリュー・マカッチェン（PIT） | 194  |
| 盗塁   | エバース・カブレラ (SD)           | 44   |

| 項目   | 選手                                                | 記録  |
| ------ | --------------------------------------------------- | ----- |
| 勝利   | ジオ・ゴンザレス (WSH)                              | 21    |
| 敗戦   | ティム・リンスカム (SF)                             | 15    |
| 防御率 | クレイトン・カーショウ (LAD)                        | 2.53  |
| 奪三振 | R・A・ディッキー (NYM)                              | 230   |
| 投球回 | R・A・ディッキー (NYM)                              | 233.2 |
| セーブ | クレイグ・キンブレル (ATL) ジェイソン・モッテ (STL) | 42    |

## 表彰

### 全米野球記者協会（BBWAA）表彰
| 表彰         | アメリカンリーグ        | ナショナルリーグ         |
| ------------ | ----------------------- | ------------------------ |
| MVP          | ミゲル・カブレラ (DET)  | バスター・ポージー (SFG) |
| サイヤング賞 | デビッド・プライス (TB) | R・A・ディッキー (NYM)   |
| 最優秀新人賞 | マイク・トラウト (LAA)  | ブライス・ハーパー (WSH) |
| 最優秀監督賞 | ボブ・メルビン (OAK)    | デーブ・ジョンソン (WSH) |

### ゴールドグラブ賞
| 守備位置 | アメリカンリーグ                                                              | ナショナルリーグ                                                                         |
| -------- | ----------------------------------------------------------------------------- | ---------------------------------------------------------------------------------------- |
| 投手     | ジェレミー・ヘリクソン (TB) ジェイク・ピービー (CWS)                          | マーク・バーリー (MIA)                                                                   |
| 捕手     | マット・ウィンタース (BAL)                                                    | ヤディアー・モリーナ (STL)                                                               |
| 一塁手   | マーク・テシェイラ (NYY)                                                      | アダム・ラローシュ (WSH)                                                                 |
| 二塁手   | ロビンソン・カノ (NYY)                                                        | ダーウィン・バーニー (CHC)                                                               |
| 三塁手   | チェイス・ヘッドリー (SD)                                                     | エイドリアン・ベルトレ (TEX)                                                             |
| 遊撃手   | J・J・ハーディ (BAL)                                                          | ジミー・ロリンズ (PHI)                                                                   |
| 外野手   | アレックス・ゴードン (KC) アダム・ジョーンズ (BAL) ジョシュ・レディック (OAK) | カルロス・ゴンザレス (COL) アンドリュー・マカッチェン (PHI) ジェイソン・ヘイワード (ATL) |

### シルバースラッガー賞
| 守備位置 | アメリカンリーグ                                                               | ナショナルリーグ                                                                 |
| -------- | ------------------------------------------------------------------------------ | -------------------------------------------------------------------------------- |
| 投手     | -                                                                              | スティーブン・ストラスバーグ (WSH)                                               |
| 捕手     | A・J・ピアジンスキー (CWS)                                                     | バスター・ポージー (SF)                                                          |
| 一塁手   | プリンス・フィルダー (DET)                                                     | アダム・ラローシュ (WSH)                                                         |
| 二塁手   | ロビンソン・カノ (NYY)                                                         | ブランドン・フィリップス (CIN)                                                   |
| 三塁手   | ミゲル・カブレラ (DET)                                                         | アラミス・ラミレス (CHC)                                                         |
| 遊撃手   | デレク・ジーター (NYY)                                                         | トロイ・トゥロウィツキー (COL)                                                   |
| 外野手   | ジョシュ・ウィリンガム (MIN) ジョシュ・ハミルトン (TEX) マイク・トラウト (LAA) | ライアン・ブラウン (MIL) ジェイ・ブルース (CIN) アンドリュー・マカッチェン (PIT) |
| 指名打者 | ビリー・バトラー (KC)                                                          | -                                                                                |

### その他表彰
| 表彰                   | アメリカンリーグ       | ナショナルリーグ             |
| ---------------------- | ---------------------- | ---------------------------- |
| ハンク・アーロン賞     | ミゲル・カブレラ (DET) | バスター・ポージー (SF)      |
| ロベルト・クレメンテ賞 | -                      | クレイトン・カーショウ (LAD) |

### アメリカ野球殿堂入り表彰者
BBWAA投票
- バリー・ラーキン

ベテランズ委員会選出
- ロン・サント

## 参照元
1. ↑  中島破談…ヤ軍「1年契約満了後にFA」の条件認めずスポーツニッポン2012年1月7日
2. ↑  https://www.sponichi.co.jp/baseball/news/2012/01/11/kiji/K20120111002405550.html 米野球殿堂にレッズ一筋19年の遊撃手・ラーキン氏]スポーツニッポン2012年1月11日
3. ↑  マリナーズ 川崎とのマイナー契約を発表 キャンプは招待参加スポーツニッポン2012年1月12日
4. ↑  大リーグ セリグ氏の任期2年延長 報酬は四大プロスポーツ最高スポーツニッポン2012年1月13日
5. ↑  「ヤンキース・黒田」誕生へ！1年契約で合意 年俸()億円スポーツニッポン2012年1月14日
6. ↑  元西武・土肥 オリオールズとマイナー契約で合意スポーツニッポン
7. ↑  “キャンプ目前…岡島、ニューヨーク・ヤンキースと“破談””. スポーツニッポン. (2012年2月18日)
8. ↑  “ヤ軍がバーネット放出…DHはイバネス有力”. スポーツニッポン. (2012年2月18日)
9. ↑  “ウェークフィールド引退…200勝ナックル投手”. スポーツニッポン. (2012年2月18日)
10. ↑  “松井レイズ入り発表 マイナー契約異例の本拠入団会見も”. スポーツニッポン. (2012年5月1日)
11. ↑  メジャー初！勝ち投手も負け投手も野手 日刊スポーツ2012年5月8日
12. ↑  “大リーグ選手会が2450万円寄付”. 日刊スポーツ. (2012年5月24日)
13. ↑  “最年長勝利49歳モイヤーに戦力外通告”. 日刊スポーツ. (2012年5月31日)
14. ↑  “福留が自由契約「まだ何も考えていない」”. nikkansports.com. (2012年6月29日)
15. ↑  朝日新聞 2012年7月6日夕刊4版 12ページ
16. ↑  “大リーグ:ナ・リーグ3連勝 ダル登板なし…球宴”. 毎日新聞. (2012年7月11日)
17. ↑  “大リーグ:福留孝介 ニューヨーク・ヤンキースとマイナー契約”. 毎日jp. (2012年7月14日)[リンク切れ]
18. 1 2  週刊ベースボール2012年12月24日号26-29ページ
19. ↑  朝日新聞 2012年7月24日夕刊4版 1ページ
20. ↑  球宴MVPのカブレラが禁止薬物 50試合停止 毎日新聞、2012年8月16日[リンク切れ]
21. 1 2  朝日新聞 2012年8月16日夕刊4版 9ページ
22. ↑  “高橋尚成 エンゼルスからパイレーツへ移籍”.   毎日新聞 (2012年8月25日). 2012年8月26日時点のオリジナルよりアーカイブ。2012年8月26日閲覧。
23. ↑  ヤ軍3A 福留が自由契約に…プレーオフは出場せずスポーツニッポン2012年9月5日
24. ↑  “ツインズ西岡が自由契約 3年契約の2年目で”. 毎日新聞. (2012年9月29日)[リンク切れ]
25. ↑  朝日新聞 2012年10月4日夕刊4版 9ページ
26. ↑  “バレンタイン監督を解任　就任１年、最下位のＲソックス”. 共同通信. (2012年10月5日)
27. ↑  ニューヨーク・ヤンキースまさかの4連敗で敗退…イチロー無安打で終戦 スポーツニッポン、2012年10月19日
28. ↑  タイガース ヤングがMVP選出 4試合で2発6打点 スポーツニッポン、2012年10月19日
29. ↑  Rソックス、ファレル新監督就任を発表 サンケイスポーツ、2012年10月22日
30. ↑  “大リーグ:ジャイアンツV…ナ・リーグ優勝決定シリーズ”. 毎日jp. (2012年10月23日)
31. ↑  “大リーグ:シアトル・マリナーズ、川崎内野手との契約解除”. 毎日jp. (2012年10月25日)
32. ↑  “斎藤隆FA Dバックス契約解除”. 日刊スポーツ. (2012年10月26日)
33. ↑  “大リーグ:ジャイアンツ2年ぶり頂点 ワールドシリーズ”. 毎日jp. (2012年10月29日)
34. ↑  “ジャイアンツ4連勝で世界一／詳細”. 日刊スポーツ. (2012年10月29日)
35. ↑  大リーグ:ジーターら選出 シルバースラッガー賞 毎日jp、2012年11月9日
36. ↑  米大リーグ:ダル、新人王逃す…トラウト、ハーパーが受賞 毎日jp、2012年11月13日
37. ↑  ジョンソン、メルビン両氏が受賞＝米大リーグの最優秀監督 時事通信、2012年11月14日
38. ↑  大リーグ:最優秀投手賞 ディッキーとプライス両投手に 毎日jp、2012年11月15日
39. ↑  大リーグ:MVP_カブレラ内野手とポージー捕手選ばれる 毎日jp、2012年11月16日
40. ↑  DeNA戦力外の小林がイ軍マイナー契約 日刊スポーツ、2012年12月1日
41. 1 2  週刊ベースボール2012年12月24日号112ページ
42. ↑  “大リーグ:柳賢振入団会見「ドジャースに感謝」”. 毎日jp (毎日新聞). (2012年12月11日)
43. ↑  “大リーグ:グリンキー投手、ドジャースへ 6年120億円”. 毎日jp (毎日新聞). (2012年12月11日)
44. ↑  “大リーグ:ディッキー投手がBジェイズへ”. 毎日jp (毎日新聞). (2012年12月18日)
45. ↑  “中島裕之:アスレチックスへ 2年契約5億5000万円”. 毎日jp (毎日新聞). (2012年12月18日)
46. ↑  “アスレチックス:中島が入団会見 「この場にいて光栄」”. 毎日jp (毎日新聞). (2012年12月19日)
47. ↑  “レッドソックス:上原獲得を正式発表 背番号19”. 毎日jp (毎日新聞). (2012年12月19日)
48. ↑  “Addition of Wild Card berths finalized for 2012” (英語).   MLB.com (2012年3月2日). 2013年12月20日閲覧。
49. ↑  “Dodgers sold to Magic Johnson group” (英語).   ESPN (2012年3月28日). 2013年12月20日閲覧。
50. ↑  “Dodgers sale to Walter, Kasten, Magic complete” (英語).   MLB.com (2012年5月1日). 2013年12月20日閲覧。
51. ↑  “PADRES: Jeff Moorad steps down as Padres CEO” (英語).   San Diego Union-Tribune (2012年3月22日). 2013年12月20日閲覧。
52. ↑  “Padres sold to group headed by O'Malley heirs” (英語).   San Diego Union-Tribune (2012年8月6日). 2013年12月20日閲覧。
53. ↑  “Rangers spoil Robin Ventura's managerial debut” (英語).   ESPN (2012年4月6日). 2013年12月23日閲覧。
54. ↑  “Alex Rodriguez hits 630th HR” (英語).   ESPN (2012年4月13日). 2013年12月23日閲覧。
55. ↑  “A-Rod passes Griffey for 5th place with 631 HRs” (英語).   FOX NEWS (2012年4月20日). 2013年12月23日閲覧。
56. ↑  “Konerko connects for 400th career homer” (英語).   MLB.com (2012年4月25日). 2013年12月23日閲覧。
57. ↑  “Josh Hamilton rips four 2-run HRs” (英語).   ESPN (2012年4月25日). 2013年12月23日閲覧。
58. ↑  “ハミルトンがメジャータイ記録の1試合4本塁打”.  フランス通信社 (2012年5月9日). 2018年1月27日閲覧。
59. ↑  “Polanco reaches 2,000 hits with homer” (英語).   MLB.com (2012年5月14日). 2013年12月23日閲覧。
60. ↑  “Moyer becomes oldest player to drive in run” (英語).   MLB.com (2012年5月17日). 2013年12月23日閲覧。
61. ↑  “Albert Pujols Launches 450th Home Run, 4th Youngest to Reach 450 HRs” (英語).   Bleacher Report (2012年5月25日). 2013年12月23日閲覧。
62. ↑  “Alex Rodriguez hits 23rd career grand slam, matches Hall of Famer Lou Gehrig's record” (英語).   ESPN (2012年6月13日). 2013年12月23日閲覧。
63. ↑  “Beltran is first switch-hitter with 300 HRs, SBs” (英語).   MLB.com (2012年6月16日). 2013年12月23日閲覧。
64. ↑  “Ichiro Suzuki gets 2,500th MLB hit” (英語).   ESPN (2012年6月20日). 2013年12月23日閲覧。
65. ↑  “Papelbon pays Thome for walk-off HR” (英語).   FOX Sports (2012年6月24日). 2013年12月23日閲覧。
66. ↑  “Hill first with two cycles in a season since '31” (英語).   MLB.com (2012年6月30日). 2013年12月23日閲覧。
67. ↑  “Big Papi notches 400th career homer” (英語).   MLB.com (2012年7月4日). 2013年12月23日閲覧。
68. ↑  “Adam Dunn hits 400-HR milestone” (英語).   ESPN (2012年8月18日). 2013年12月23日閲覧。
69. ↑  “Bryce Harper continues to tread into rarified air for a teenager” (英語).   The Washington Times (2012年9月27日). 2013年12月23日閲覧。
70. ↑  “Mike Trout becomes youngest member of 30/30 club” (英語).   NBC Sports (2012年9月30日). 2013年12月23日閲覧。
71. ↑  “Miguel Cabrera wins Triple Crown” (英語).   ESPN (2012年10月4日). 2013年12月23日閲覧。
72. ↑  “Jamie Moyer becomes oldest pitcher to win a game as Rockies edge Padres 5-3” (英語).   The Denver Post (2012年4月17日). 2013年12月26日閲覧。
73. ↑  “The Humber Game: Perfecto for White Sox” (英語).   MLB.com (2012年4月21日). 2013年12月23日閲覧。
74. ↑  イチローやられた、ハンバーが完全試合 日刊スポーツ 2012年4月22日閲覧
75. ↑  朝日新聞2012年4月23日朝刊14版 21ページ
76. ↑  “Masterpiece theater: Weaver throws first no-hitter” (英語).   MLB.com (2012年5月2日). 2013年12月23日閲覧。
77. ↑  朝日新聞 2012年5月28日夕刊4版 7ページ
78. ↑  “Johan Santana tosses no-hitter” (英語).   ESPN (2012年6月2日). 2013年12月23日閲覧。
79. ↑  “Mariners no-hit the Dodgers with six different pitchers” (英語).   The Seatle Times (2012年6月9日). 2013年12月23日閲覧。
80. ↑  “Matt Cain of San Francisco Giants tosses 22nd perfect game in Major League Baseball history and second of 2012 season” (英語).   Daily News (New York) (2012年6月14日). 2013年12月23日閲覧。
81. ↑  朝日新聞 2012年6月15日朝刊14版 25ページ
82. ↑  “Delabar first to fan four in one extra inning” (英語).   MLB.com (2012年8月14日). 2013年12月26日閲覧。
83. ↑  “Felix Hernandez pitches perfect game” (英語).   USA TODAY (2012年8月15日). 2013年12月23日閲覧。
84. ↑  大リーグ:シアトル・マリナーズのヘルナンデスが完全試合 毎日新聞、2012年8月16日
85. ↑  “Greinke-fueled Angels tie record with 20 strikeouts” (英語).   MLB.com (2012年9月26日). 2013年12月26日閲覧。
86. ↑  “Fister sets AL strikeout mark against Royals” (英語).   MLB.com (2012年9月27日). 2013年12月26日閲覧。
87. ↑  “Bailey baffles Bucs' batters, bags no-hitter” (英語).   MLB.com (2012年9月28日). 2013年12月23日閲覧。
88. ↑  “ベイリーがノーヒットノーラン＝今季6人目－米大リーグ”. 時事通信. (2012年9月29日)
89. ↑  “Medlen Leads Braves, and Jones Says Goodbye to Home Fans” (英語).   The New York Times (2012年9月30日). 2013年12月26日閲覧。
90. ↑  “Rodney is Comeback, Delivery Man awards winner” (英語).   MLB.com (2012年10月18日). 2013年12月26日閲覧。
91. ↑  “Blue Jays, Indians set record in '12 opener” (英語).   MLB.com (2012年4月5日). 2013年12月26日閲覧。
92. ↑  “Red-letter day: Cincy reaches 10,000 wins” (英語).   MLB.com (2012年4月20日). 2013年12月26日閲覧。
93. ↑  “Chris Davis has a day for the ages” (英語).   ESPN (2012年5月7日). 2013年12月26日閲覧。
94. ↑  “Pirates’ Run of Losing Seasons Hits 20” (英語).   The New York Times (2012年9月30日). 2013年12月26日閲覧。
95. ↑  “Athletics' late surge one for record book” (英語).   ESPN (2012年10月3日). 2013年12月26日閲覧。
96. ↑  “MLB Playoffs Go the Distance” (英語).   The Wall Streen Journal (2012年10月12日). 2013年12月26日閲覧。